# ريكاردو سيلفا
ريكاردو سيلفا (بالإيطالية: Riccardo Silva)‏ (4 يونيو 1970، ميلانو إيطاليا) رجل أعمال إيطالي وأحد المستثمرين المشهورين في مجال الإعلام وذلك من خلال امتلاكه لـقناة إيه سي ميلان و رئيس (Media Partners) .